# Floresta Buenos Aires
Club Floresta – argentyński klub piłkarski z siedzibą w mieście Buenos Aires.

## Osiągnięcia
- Mistrz drugiej ligi: 1913

## Historia
Klub Floresta założony został w 1912 roku, a w 1913 roku uzyskał awans do pierwszej ligi mistrzostw organizowanych przez federację Federación Argentina de Football. W swoim debiucie w 1914 roiku klub zajął 8, czyli ostatnie miejsce. W 1915 roku, w połączonej już lidze argentyńskiej, klub Floresta zajął znów ostatnie, tym razem 25. miejsce, które oznaczało spadek ligi. Klub już nigdy nie wrócił do najwyższej ligi argentyńskiej.
W ciągu dwóch sezonów Floresta rozegrał 38 meczów (w tym 2 zwycięstwa, 5 remisów i 31 porażek) uzyskując 9 punktów. Klub zdobył 26 bramek i stracił 93 bramki.
W klubie Floresta zaczynał karierę napastnik reprezentacji Argentyny Alfredo Carricaberry - mistrz Ameryki Południowej i srebrny medalista olimpijski.